# NGC 918
NGC 918 est une galaxie spirale barrée située dans la constellation du Bélier. NGC 918 a été découverte par l'astronome britannique John Herschel en 1831.

## Caractéristiques
Sa vitesse par rapport au fond diffus cosmologique est de 1 263 ± 17 km/s, ce qui correspond à une distance de Hubble de 18,6 ± 1,3 Mpc (∼60,7 millions d'al).
À ce jour, 26 mesures non basées sur le décalage vers le rouge (redshift) donnent une distance de 19,115 ± 6,160 Mpc (∼62,3 millions d'al), ce qui est à l'intérieur des valeurs de la distance de Hubble.
La classe de luminosité de NGC 918 est III et elle présente une large raie HI. NGC 918 est aussi galaxie à noyau actif (AGN). De plus, c'est une galaxie du champ, c'est-à-dire qu'elle n'appartient pas à un amas ou un groupe et qu'elle est donc gravitationnellement isolée.
En raison d'une brillance de surface égale à 14,31 mag/am2, on peut qualifier NGC 918 de galaxie à faible brillance de surface (LSB en anglais pour low surface brightness). Les galaxies LSB sont des galaxies diffuses (D) avec une brillance de surface inférieure de moins d'une magnitude à celle du ciel nocturne ambiant.

## Supernova
Deux supernovas ont été découvertes dans NGC 918 : SN 2009js et SN 2011ek.

### SN 2009js
Cette supernova a été découverte le 11 octobre 2009 indépendamment à Yamagata au Japon par l'astronome japonais Koichi Itagaki et par  J. M. Silverman, M. T. Kandrashoff et A. V. Filippenko de l'université de Californie à Berkeley dans le cadre du programme LOSS (Lick Observatory Supernova Search) de l'observatoire Lick. Cette supernova était de type II.

### SN 2011ek
Cette supernova a été découverte le 4 août 2011 à Yamagata au Japon par l'astronome japonais Koichi Itagaki. Cette supernova était de type Ia.

## Galerie

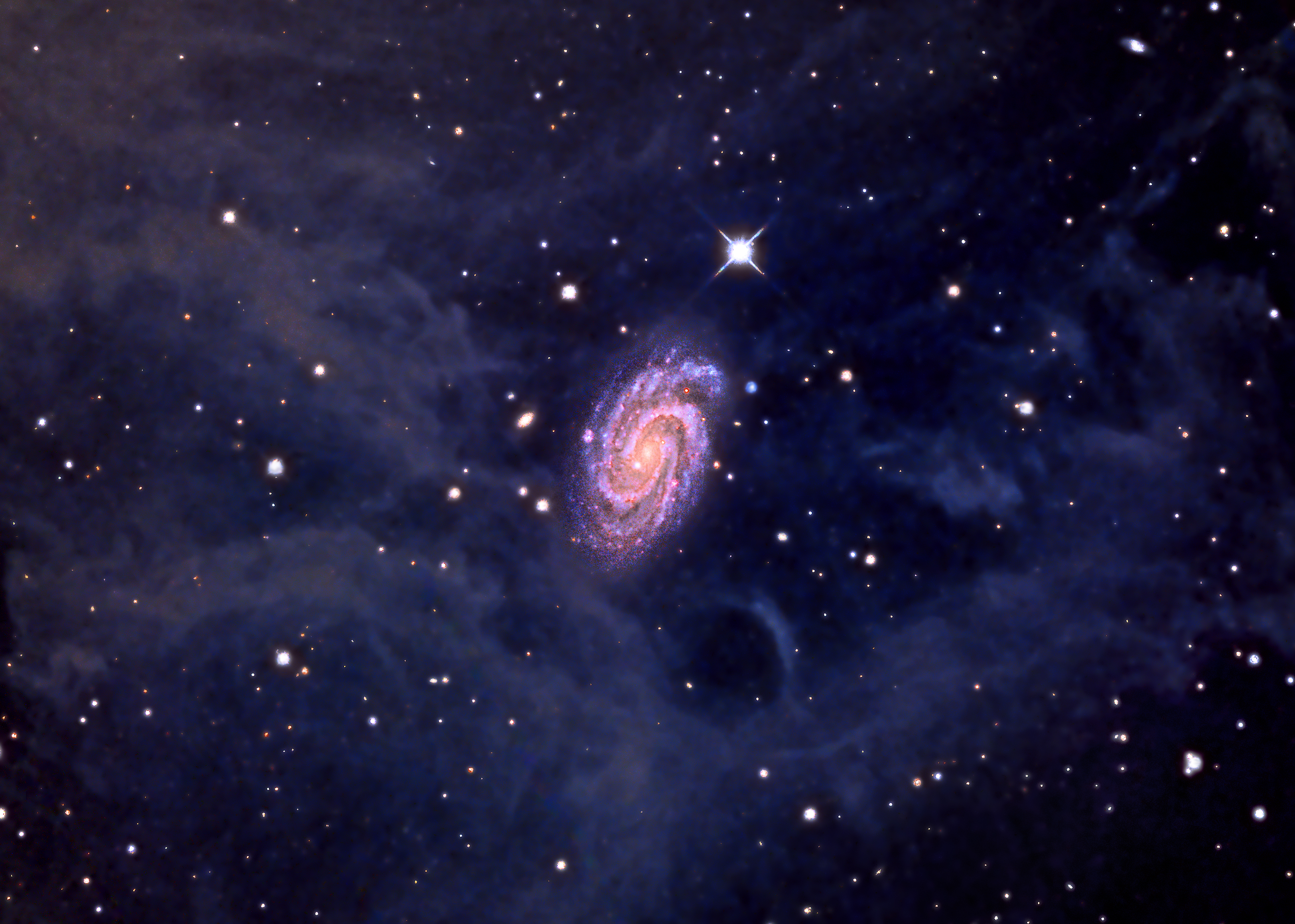
NGC 918 capté par le télescope de 80 cm Schulman de mont Lemmon.
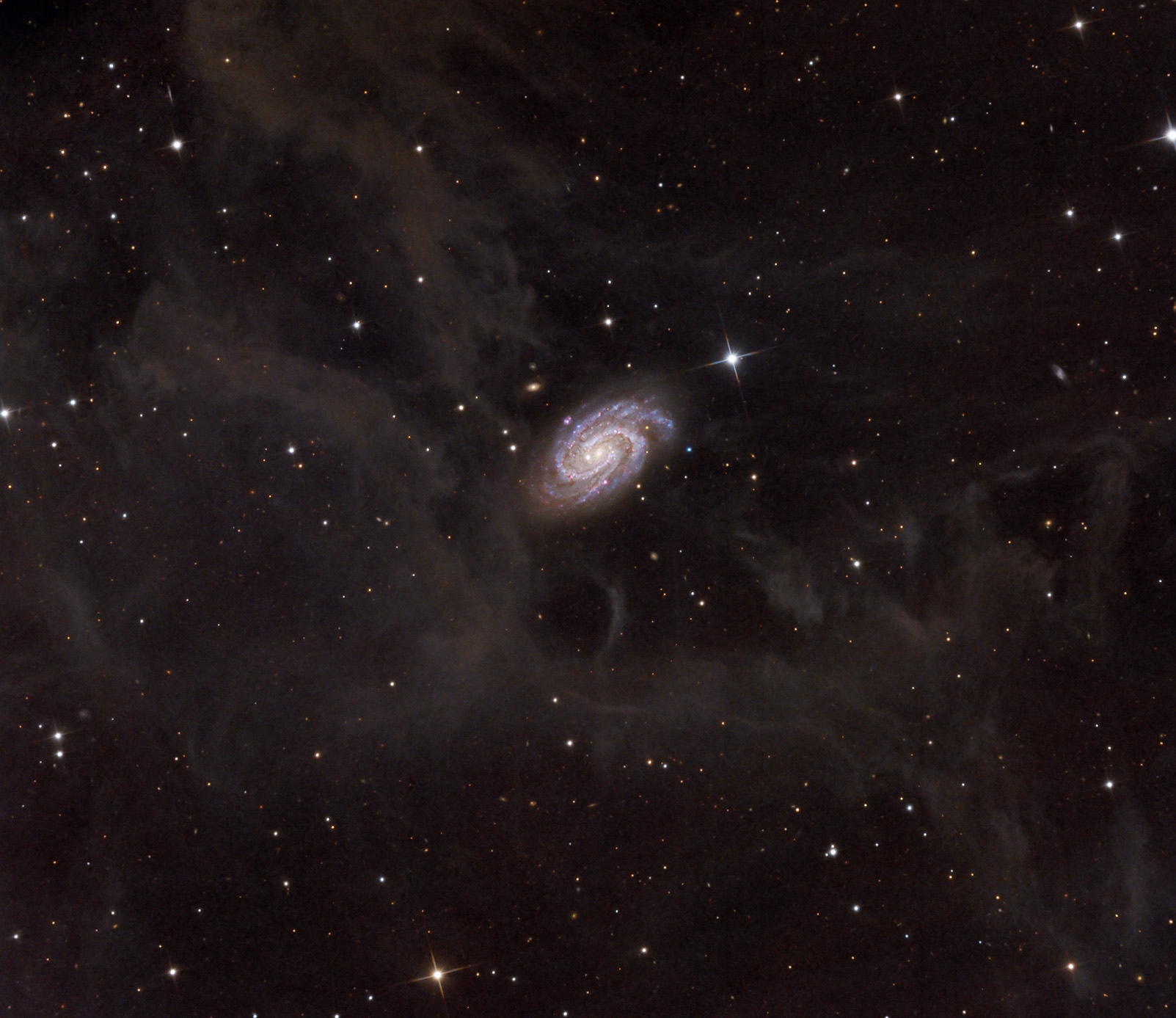
Une autre image de NGC 918 par le télescope Schulman.